# Iliana Ruzza
Iliana Josefa Ruzza Terán es una funcionaria pública venezolana que ha ocupado diferentes cargos financieros durante las gestiones de Hugo Chávez y posteriormente de Nicolás Maduro, incluyendo el de directora de la junta directiva del Banco Central de Venezuela.

## Carrera
Según una revisión del portal Poderopedia, desde el año 2009 Ruzza ha figurado en distintos cargos financieros en varias Gacetas Oficiales durante las gestiones de Hugo Chávez y posteriormente de Nicolás Maduro. En mayo de 2018 fue designada como vicepresidente de finanzas de Petróleos de Venezuela, y en julio como directora de la junta directiva de Corporación Venezolana de Comercio Exterior (CORPOVEX). En la Gaceta Oficial número 41.434, el 6 de julio de 2018, fue designada como directora de la junta directiva del Banco Central de Venezuela.
El 4 de abril de 2025 Iliana Ruzza dejó el cargo como directora del BCV y la vicepresidencia de operaciones internacionales después de que Nicolás Maduro hiciera comentarios sobre la incorporación de un gran volumen de oro a las reservas internacionales, lo que generó preocupación por el uso de minas no reguladas para reforzar las arcas del país, sin seguir el protocolo que regula las llamadas barras de "buena entrega", que cumplen con requisitos específicos de medición.

## Sanciones
El 17 de abril de 2019, el Departamento del Tesoro de Estados Unidos sancionó y emitió designaciones de la Oficina de Control de Bienes Extranjeros contra el Banco Central de Venezuela y Iliana Ruzza para prevenir que sea usado "como una herramienta del régimen de Maduro, el cual continúa saqueando los bienes venezolanos y explotando las institucions gubernamentales para enriquecer" a funcionarios corruptos. El secretario del Tesoro, Steven Mnuchin, declaró que mientras que la designación inhabilita la mayoría de las acciones del Banco Central llevadas a cabo por la gestión de Maduro, los Estados Unidos han tomado pasos para garantizar que transacciones de tarjetas de débito y créditos puedan proceder, y que tanto las remesas personales como la asistencia humanitaria continúen intactas y puedan ayudar a aquellos sufriendo "bajo la represión del régimen de Maduro".